# Camacha
Camacha – portugalskie miasto na Maderze.
Według danych szacunkowych, w roku 2010 liczyło 9563 mieszkańców. Prawa miejskie otrzymało w 1994.